# والتر وادزورث
والتر وادزورث (انگلیسی: Walter Wadsworth; ۷ اکتبر ۱۸۹۰ – ۱۲ اکتبر ۱۹۵۱) بازیکن فوتبال که در اوایل قرن بیستم برای باشگاه فوتبال لیورپول بازی می‌کرد. او در بوتل، لیورپول، مرزیساید انگلستان به‌دنیا آمد.
او در ۱۹۲۶ برای باشگاه فوتبال بریستول سیتی نیز بازی کرده‌است.